# Mestwin II.

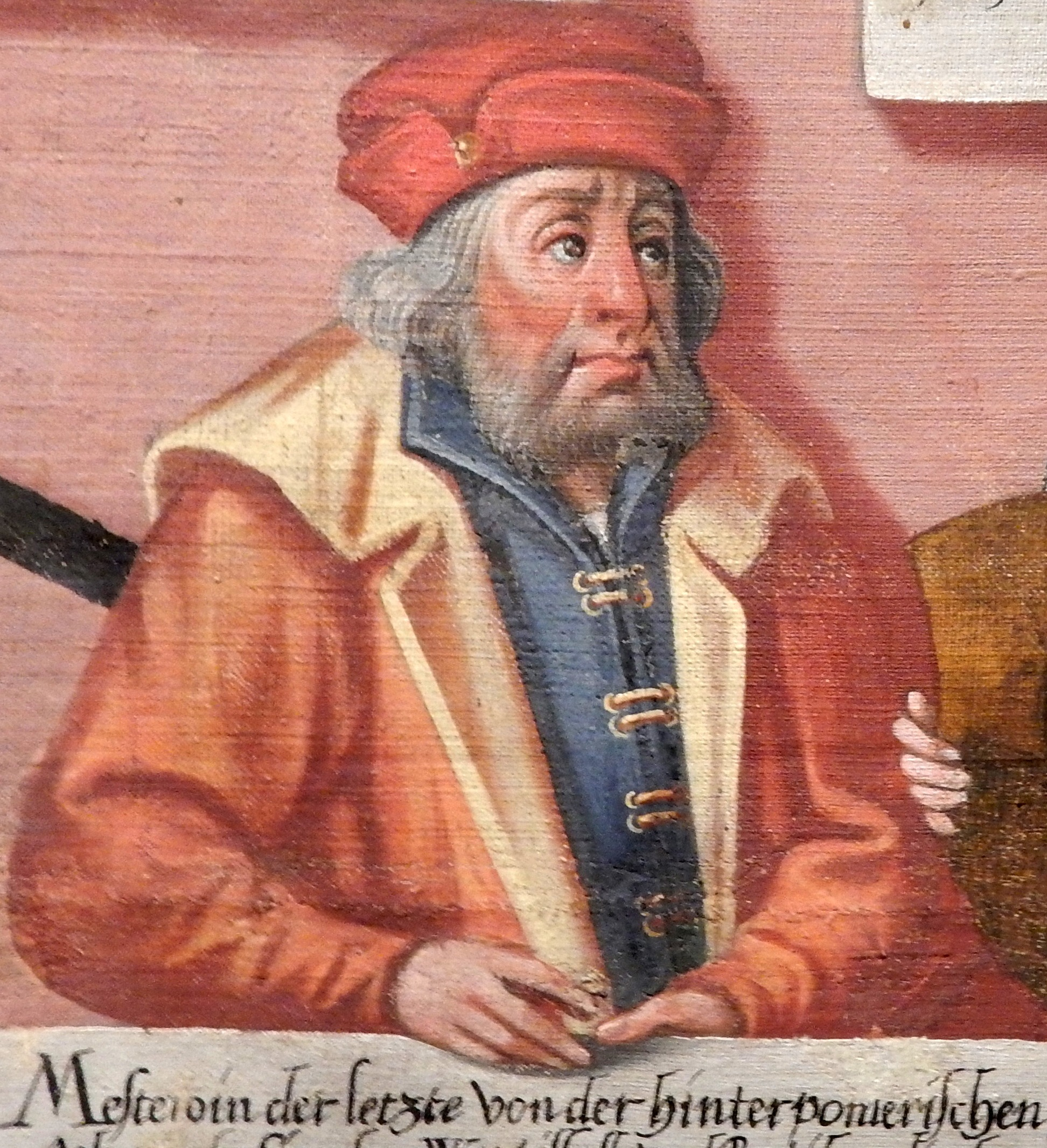
Mestwin II., aus dem Stammbaum der Greifen von Cornelius Krommeny, 1598.

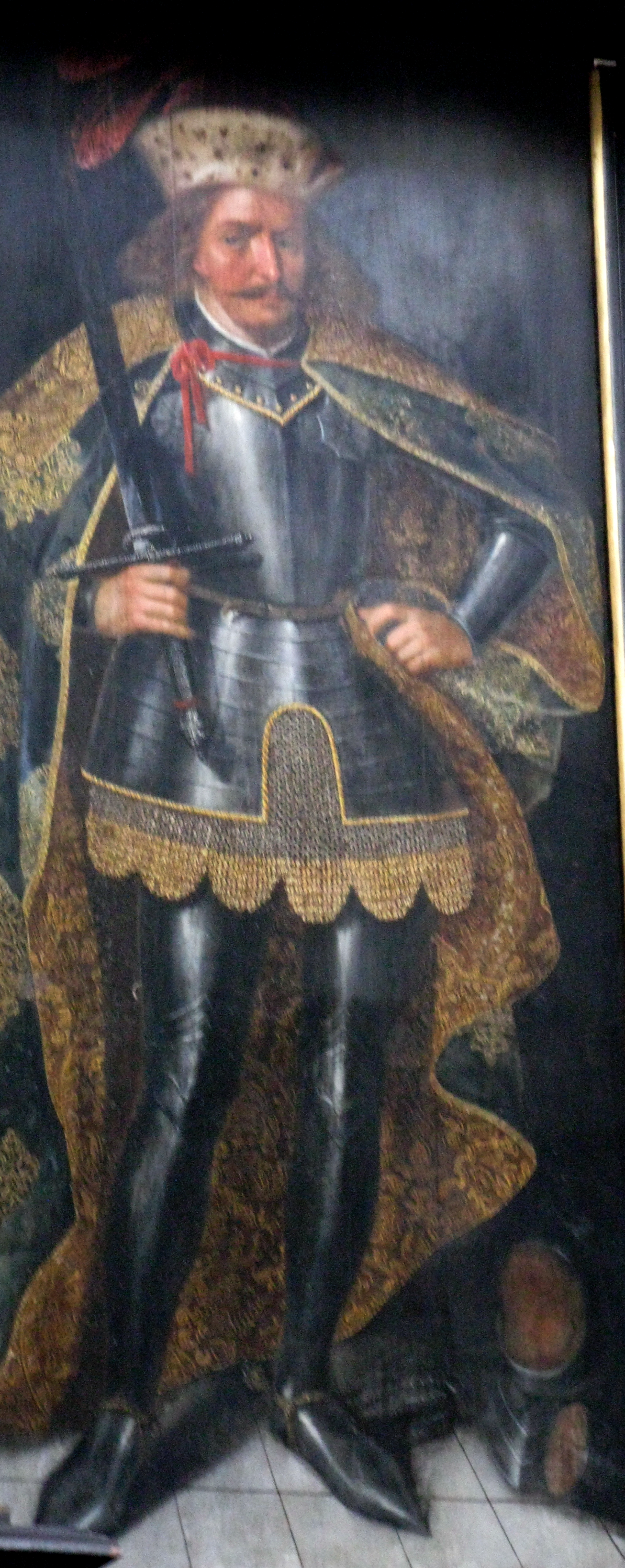
Herzog Mestwin II. von Pommerellen, in einer Darstellung des frühen 17. Jh. (Kloster Oliva)

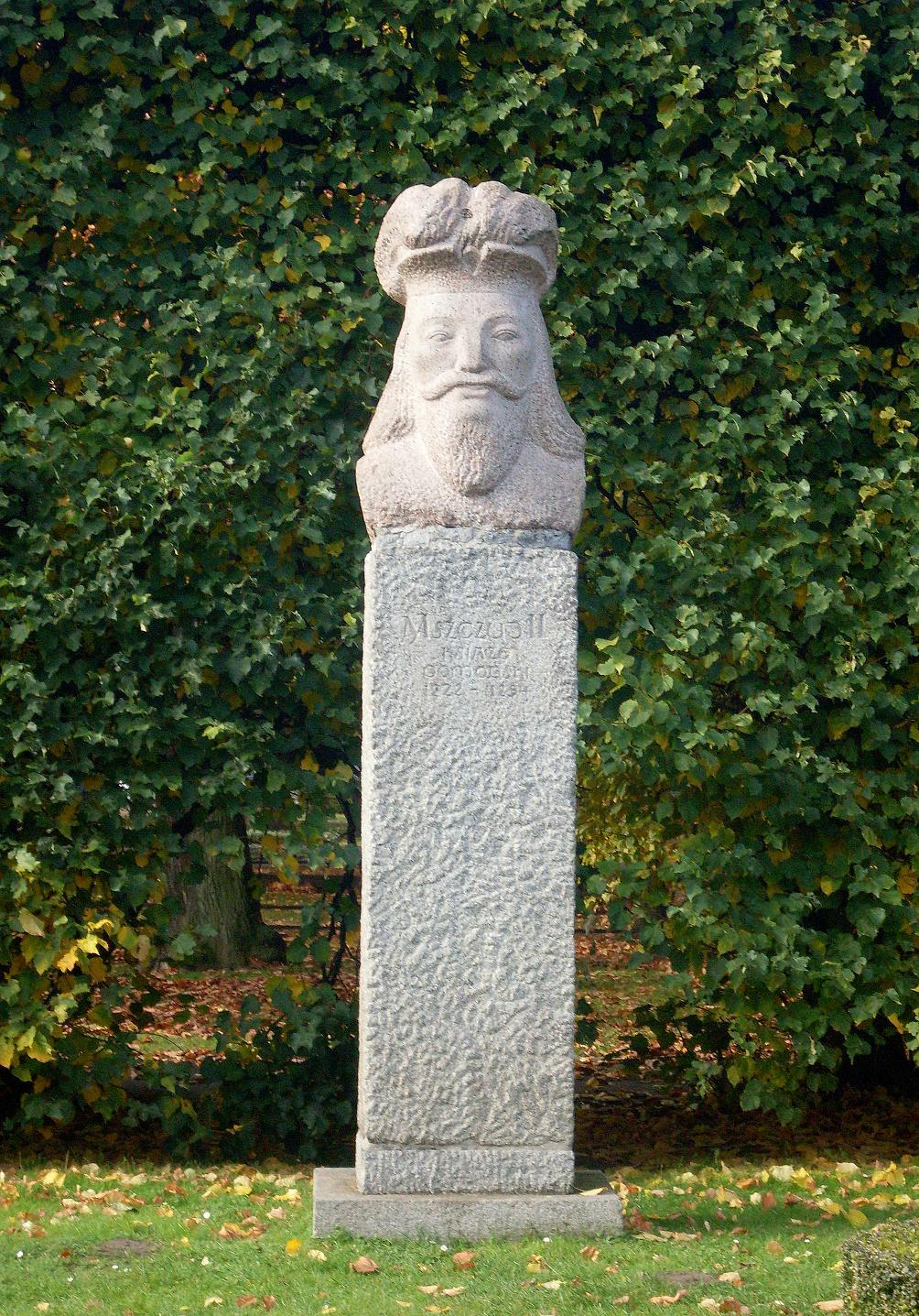
Denkmal Mestwin II. im Adam-Mickiewicz-Park in Oliwa (Danzig).

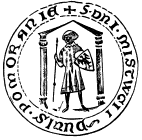
Das Siegel von Herzog Mestwin II.

Mestwin II. (polnisch Mszczuj, Mściwój; * vor 1220; † 25. Dezember 1294) war ab 1250 Herzog von Pommerellen in Schwetz, ab 1269/71 in Stolp, Belgard, Dirschau, ab 1272 in Danzig, ab 1275 in Schlawe und Rügenwalde. Er war der letzte souveräne Herzog von Pommerellen aus der Dynastie der Samboriden; mit ihm starb sein Geschlecht im Mannesstamm aus.

## Leben
Mestwin war der Ältere der beiden Söhne von Herzog Swantopolk II.
Bei kriegerischen Auseinandersetzungen seines Vaters mit dem Deutschen Orden geriet er 1243 in Gefangenschaft und wurde erst 1248 freigelassen. Noch zu Lebzeiten seines Vaters, 1250, erhielt er das Gebiet um Schwetz als Teilherrschaft eingeräumt.
1264 schloss er mit Herzog Barnim I. von Pommern, seinem Vetter, in Kammin einen geheimen Erbvertrag über das Erbe, das er nach dem Tode seines Vaters Swantopolk erwarten konnte, um sich des pommerschen Beistands im bevorstehenden Machtkampf gegen seinen Bruder Wartisław II.  († 1275) und Onkel Sambor II. zu vergewissern. Im September  1264 reiste Mestwin  nach Cammin und verschrieb Herzog Barnim I. für den Fall seines Todes erblich das Land Schwetz und alle Herrschaften, die ihm nach dem Tod seines Vaters, Swantopolks II. († 1266), und seines Bruders,  Wartisław II., die zu dem Zeitpunkt beide noch am Leben waren, zufallen könnten. Zwar nahm Herzog Barnim das Geschenk an, doch änderte Mestwin II. später seine Meinung.
Mestwin erhielt 1266 bei der Erbteilung nach dem Tod seines Vaters das südliche Pommerellen mit Schwetz und das nominelle Supremat über die Teilherzogtümer; der nördliche Teil des Herzogtums mit Danzig, Belgard, Stolp und Schlawe ging an Wartisław. Das Herrschaftsgebiet seines Onkels Sambor II. in Dirschau blieb bestehen.
Gleich nach Swantopolks Tod rückte der pommersche Herzog Barnim I. in das Gebiet um Schlawe und Rügenwalde vor, das Swantopolk vor Jahrzehnten an sich gebracht hatte. Er vergab das Territorium um 1270 dem Fürsten Wizlaw II. von Rügen, einem Enkel Swantopolks II., zu Pfand, vermutlich wegen der Ansprüche aus dem Heiratsgut seiner Mutter, das er allerdings bis spätestens 1275 an Mestwin verlor. Der Rüganer verkaufte alsbald seine Pfandrechte am Land Schlawe und Rügenwalde 1277 gegen eine Summe von 3.600 Mark an die Mark Brandenburg. Zugleich begannen Mestwin und sein Bruder Wartisław im Frühjahr 1267 wieder Auseinandersetzungen mit dem Deutschen Orden; doch bereits im Sommer 1267 mussten Wartisław und Anfang 1268 Mestwin Frieden schließen.
In dieser politisch schwierigen Lage stellte sich Mestwin unter den Schutz der askanischen Markgrafen von  Brandenburg, indem er deren bereits von  Kaiser  Friedrich Barbarossa  vorgenommene und im Dezember 1231 in Ravenna durch Kaiser Friedrich II. erneuerte Belehnung mit  Pommern  anerkannte. Im Vertrag von Arnswalde nahm er am 1. April 1269 seinen Machtbereich von den Brandenburgern zu Lehen. Die brandenburgischen Askanier waren als Suzeräne des Herzogtums Pommerellen damit zu seinem Schutz verpflichtet.
Durch sein Lehnsverhältnis mit der Mark Brandenburg geriet Mestwin im Laufe des Jahres 1269 in Bedrängnis. Wartisław und sein Onkel Sambor II. verbündeten sich mit der Schwetzer Ritterschaft gegen ihn. Um die Jahresmitte 1270 forderte Mestwin von den Brandenburgern militärischen Beistand ein. Er versprach ihnen die (bisher ihm nicht gehörende) Burg und Stadt Danzig als Entschädigung für ihre Unterstützung. Die brandenburgischen Truppen unter Konrad I., einem Sohn von Markgraf Johann I., dem ohnehin die Lehnshoheit über Pommern und damit auch über Danzig zustand, nahmen im Frühjahr 1271 Danzig ein.
Nach wechselvollen Kämpfen verloren Wartisław und Sambor in der Folge den Machtkampf und suchten Unterstützung beim Deutschen Orden und Kujawien nach.
Mestwin wurde 1271, nach der Flucht seines Onkels Sambor und dem Tod seines Bruders Wartisław, bis auf die Länder Schlawe und Rügenwalde, die an Fürst Wizlaw von Rügen gegangen waren und Danzig, das die Markgrafen in ihren Händen behalten hatten, Erbe und alleiniger Herrscher von Pommerellen. Er bereute im Nachhinein seine Zusage an die Brandenburger, die sich weigerten die pommerellische Hauptfeste an ihn zu übergeben. Daraufhin belagerte Mestwin Danzig, das aber von Markgraf Konrad, der die Unterstützung des deutschsprachigen Patriziats von Danzig gefunden hatte, erfolgreich verteidigt wurde. Mestwin verbündete sich daraufhin mit seinem Vetter Herzog Bolesław von Großpolen. Mit dessen Hilfe eroberte er im Januar 1272 im Sturm die Stadt Danzig, nahm auch die Burg ein und vertrieb die Brandenburger, seine Lehnsherrn. Mestwin schloss Frieden mit der Stadt, die ihre Befestigungen niederlegen musste. Führende Bürger, die auf Seiten der Brandenburger gestanden hatten, wurden bestraft, einige mit dem Tode, andere mit dem Entzug ihres Vermögens.
Im Jahre 1273 unterzeichnete Mestwin einen Friedensvertrag mit der Mark Brandenburg. Außerdem  erneuerte er  mit ihr im Vertrag an der Dragebrücke sein Lehnsverhältnis über die Länder von Stolp, Rügenwalde und Schlawe.  1272 erwarb der Deutsche Orden, nach dem Tod von Ratibor, Mestwins Onkel, der 1262 als Herzog abdankte, dessen Herrschaftsrechte im westlichen Pommerellen um Belgard.
Der Lehnsvertrag mit den Askaniern enthielt auch ein Bündnisversprechen gegen beider Feinde, eine Verpflichtung zur Heeresfolge gegen Bolesław von Großpolen, der gleich der pommerschen Herzöge mit der Mark Brandenburg im Streit lag, wurde dabei ausdrücklich ausgenommen. 1278, trotz des Vertrages von 1273, stand Mestwin dem Herzogtum Großpolen im Kampf gegen die Brandenburger militärisch bei. Die Freundschaft setzte sich seit 1279 mit Bolesławs Nachfolger Herzog Przemysław II. fort. Obwohl Mestwin  mit ihm nur über eine weibliche Seitenlinie verwandt war, setzte er ihn am 15. Februar 1282 in Kempen zum Erben seines Landes in Form einer „Schenkung unter Lebenden“ ein, obwohl Pommerellen nach dem Erbrecht der Hauptlinie den pommerschen Herzögen der Stettiner Linie hätte zufallen müssen, und provozierte so einen Erbfolgestreit. Gleichzeitig ernannte er ihn  zu seinem Stellvertreter bei Lebzeiten. In den folgenden Jahren war Mestwin bemüht, Przemysław die Nachfolge in Pommerellen zu sichern. Er schloss 1287 ein Friedensbündnis mit dem Bischof von Cammin und veranlasste die pommerellischen Barone, seiner Schenkung zuzustimmen und Przemysław zu huldigen.
Mit dem Deutschen Orden schloss Mestwin 1282 den Vergleich von Militsch, in dem er ihm das Mewer Land abtrat, das der von Mestwin vertriebene Sambor dem Orden 1276 überschrieben hatte. Auf seine Ansprüche auf das Land Belgard in Pommern verzichtete Mestwin zugunsten Herzog Bogisławs IV.  Fürst Wizlaw II. von Rügen und die Brandenburger verzichteten dagegen nicht auf ihre Lehnsrechte bzw. hoheitlichen Rechte in Pommerellen; sie  einigten sich am 12. März 1289 bzw. 1292, Pommerellen nach Mestwins Tod unter sich aufzuteilen. Ihre Ansprüche versuchten sie aber erst zu Beginn des 14. Jahrhunderts militärisch durchzusetzen (Rügen 1300–1302 unter Sambor von Rügen, ein Sohn von Fürst Witzlaw II; Mark Brandenburg 1308–1309 unter Otto IV. und Waldemar).
Die letzten zwölf Jahre von Mestwins Herrschaft verliefen friedlich. Herzog Mestwin II. starb am 25. Dezember 1294 ohne männliche Erben. Damit war das pommerellische Herrscherhaus der Samboriden im Mannesstamm ausgestorben. Herzog Przemysław von Großpolen trat ohne Schwierigkeiten in seiner Eigenschaft als Herzog von Pommerellen die Nachfolge in Pommerellen an. Er wurde am 16. Juni 1295 durch den Erzbischof von Gnesen zum König von Polen gekrönt, aber schon im Februar 1296 ermordet. Anschließend kam es zu dem langen pommerellischen Erbfolgestreit, in dessen Ergebnis letztlich der Deutsche Orden 1309 im Einvernehmen mit der Mark Brandenburg und an den Landesrechten der polnischen Krone vorbei, den größten Teil des Herzogtums in Besitz nahm. Bei den brandenburgischen Askaniern verblieben dauerhaft, nach dem Verlust von Danzig an den Deutschen Orden 1308, nur die westlichen Teile des Herzogtums um Stolp, Schlawe und Rügenwalde (1308–1317), die diese Gebiete im Vertrag von Templin 1317 an das Herzogtum Pommern-Wolgast übergaben, während Polen unter Władysław I. Ellenlang und das Fürstentum Rügen nach 1309 aus dem Machtkampf um die pommerellische Erbmasse leerausgingen.

## Ehe und Nachkommen
Mestwin war dreimal verheiratet. Seine erste Frau war Jutta (Judith; † um 1275), Tochter von Dietrich I., Graf von Brehna und Wettin, aus dem Haus der Wettiner, die er um 1250 ehelichte. In zweiter Ehe heiratete er nach 1275 Euphrosyna (Euphrosyne; † 1292), Tochter des oberschlesischen Herzogs Kasimir I. Diese Ehe verlief unglücklich und wurde 1288 geschieden. Nach der Scheidung von seiner zweiten Frau heiratete er Sulisława († nach 1292), eine ehemalige Nonne aus dem Prämonstratenserkloster in Stolp.
Aus der Ehe mit Jutta von Wettin-Brehna gingen zwei Töchter hervor:
- Katharina (ca. 1250–1312), ab etwa 1269 als Gattin von Herzog Pribisław II. († 1316) durch Heirat Titularherzogin von Mecklenburg in Parchim-Richenberg und Herzogin zu Belgard in Pommern;
- Eufemia (ca. 1260–1317), ab etwa 1273 als Gattin von Graf Adolf V. († 1308) durch Heirat Gräfin von Holstein in Segeberg;